# Société nationale de radiodiffusion et de télévision
 (août 2022).
La Société nationale de radiodiffusion et de télévision (SNRT ; en arabe : الشَرِكَة الوَطَنِيَّة لِلْإِذَاعَة وَالتَلْفَزَة) est une société de participation marocaine, à vocation audiovisuelle, dont le capital est détenu à 100% par l'État marocain. En 2007, le périmètre économique du groupe comprend plus de douze sociétés. 
La SNRT est un membre actif de l'Union européenne de radio-télévision et un actionnaire de la chaîne d'information Euronews.

## Histoire
La SNRT trouve son origine dans la fondation de Radio Maroc le 15 février 1928, qui commence ses émissions le 13 avril de la même année. Son autorité de tutelle est alors l'Office chérifien des postes et télégraphes.
Le 22 octobre 1966, la Radiodiffusion Marocaine devient un établissement public doté de la personnalité civile et de l'autonomie financière. Mais le 1er janvier 1968 elle réintègre l'administration.
Le 28 décembre 1978, elle est rattachée à l'administration centrale du ministère de l'Information. Victime d'un certain immobilisme, et face à la libéralisation de l'audiovisuel marocain, la SNRT succède le 3 avril 2005 dans ses moyens et ses attributions à la Radiodiffusion télévision marocaine (RTM) qui était une administration publique, afin de résister à la concurrence. Depuis elle lance plusieurs initiatives. Ainsi elle modernise le matériel de la TVM.
- 1961 : création de TVM ;
- 2004 : création de Laayoune TV et  Al Maghribia ;
- 2005 : création de Arrabiaa/Athaqafia ;
- 2006 : création de Assadissa et Arryadia ;
- 2008 : création de Aflam TV ;
- 2009 : création de Tamazight TV ;
- 2015 : apparition de Al Aoula HD ;
- 2017 : apparition de Arryadia HD et Al Maghribia HD ;
- 2018 : apparition de Arrabiaa/Athaqafia HD, Assadissa HD, Tamazight HD et Laayoune TV HD.
- 2021 :Acquisition par la SNRT des chaines de télévision 2M et Medi1 TV ainsi que de la station radio Medi1 Radio

## Services

### Télévision
La SNRT possède huit chaînes de télévision :

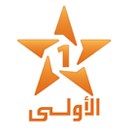
Al Aoula : 1re chaîne de télévision marocaine, chaîne généraliste ;
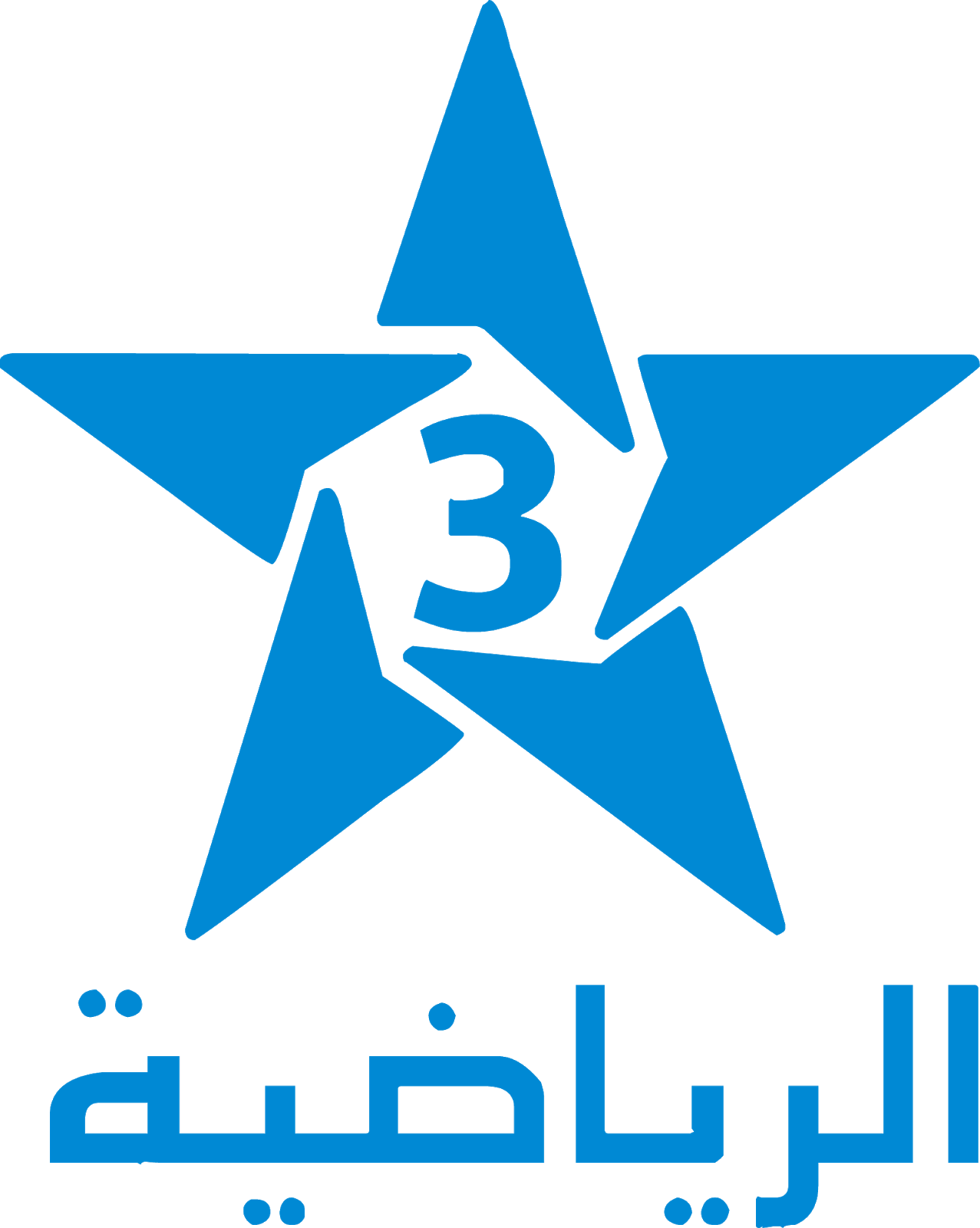
Arryadia
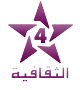
Athaqafia
Al Aoula Laayoune : chaîne régionale destinée au Sahara marocain :
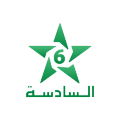
Assadissa

- Arryadia : consacrée au sport, lancée en 2006 :
- Athaqafia : chaîne consacrée à la culture et au soutien scolaire ;
- Al Maghribia : généraliste et destinée à l'extérieur du Maroc, elle fut lancée le 18 novembre 2004 ;
- Assadissa : chaîne à vocation religieuse ;
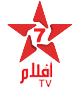
Aflam TV : chaîne consacrée en premier lieu au cinéma ;
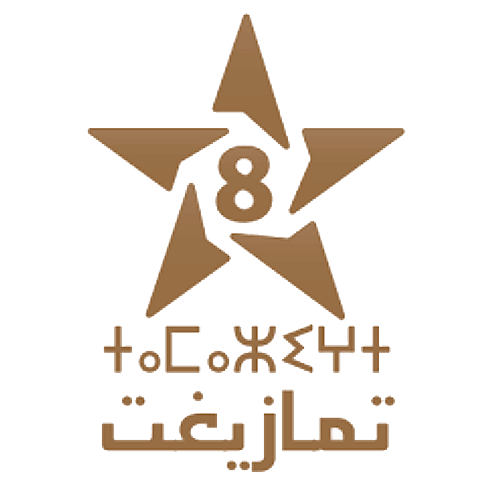
Tamazight : chaîne consacrée à la promotion de la culture amazighe.  - Al Aoula
Laâyoune TV
  - Arryadia
  - Athaqafia
  - Al Maghribia
  - Assadissa
  - Aflam TV
  - Tamazight TV
  - Laâyoune TV

### Radios
La SNRT dispose de plusieurs stations de radio :

#### Radios nationales

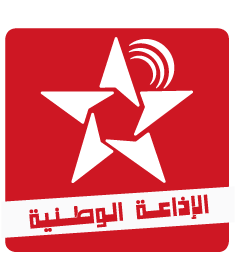
Radio nationale marocaine
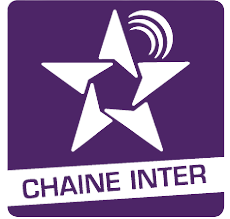
Chaîne Inter
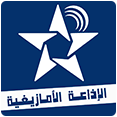
Radio Amazigh
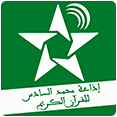
Radio Mohammed VI du Saint-Coran
Casa FM

#### Radios régionales
Il existe des chaines régionales pour plusieurs villes :
- Radio Agadir
- Radio Al Hoceima
- Radio Casablanca
- Radio Dakhla
- Radio Fès
- Radio Laâyoune
- Radio Marrakech
- Radio Meknès
- Radio Oujda
- Radio Tanger
- Radio Tétouan

##### En projet
- Radio Rabat
- Radio Ouarzazate
- Acquision de Medi1 Radio

### Attributions de la SNRT
La Radiodiffusion Télévision marocaine est une administration publique placée sous la tutelle du ministère de la Communication.
Elle a pour mission d'assurer le service public de radiodiffusion dans le cadre du monopole de l'État en matière de télécommunications conformément aux dispositions législatives et règlementaires en vigueur.
En juin 2019, la SNRT signe un partenariat entre elle et le ministère de la Culture et de la Communication marocain afin de promouvoir le patrimoine historique à travers l’image. Ce partenariat a pour mission de mettre en place et réaliser des émissions télévisées qui devront faire la promotion des monuments historiques et des sites archéologiques, et aussi réaliser des vidéos 3D des sites historiques relevant de ce ministère.

### Effectifs de la SNRT
La Radiodiffusion télévision marocaine s'assure la collaboration de 2 356 fonctionnaires et intervenants dans les domaines des programmes et de la production.

### Autres services proposés par la SNRT
En 2022, la SNRT a sorti un service en ligne d'article de presse nommé SNRT-News. SNRT-News publie des informations sur des sujets divers et variés en langue française et arabe en se basant sur des sources fiables et officielles.
En 2024, la SNRT a sorti un service de vidéo à la demande nommé Forja. Forja contient plus de 4000 heures de contenu accessible gratuitement en ligne en langue arabe et française. Les programmes disponibles sur Forja varient entre films et séries marocaines ainsi que des dessins animés et des documentaires.  

## Distinctions
- Ordre du Mérite Civil (2017)[3]
- Prix de la meilleure innovation digitale par l’African Digital Summit (2018)[4].
- Prix du meilleur reportage d’information pour l’échange méditerranéen décernée par la Conférence permanente de l’audiovisuel (COPEAM)[5].